# الیستر براون (بازیکن فوتبال، زاده ۱۹۵۱)
الیستر براون ( انگلیسی: Alistair Brown; زاده ۱۲ آوریل ۱۹۵۱) بازیکن فوتبال در پست مهاجم اهل اسکاتلند بود.

## باشگاهی
از باشگاه‌هایی که در آن بازی کرده‌است می‌توان به باشگاه فوتبال پورت ویل، باشگاه فوتبال والسال، باشگاه فوتبال وست برومویچ آلبیون، باشگاه فوتبال کریستال پالاس و باشگاه فوتبال لستر سیتی اشاره کرد.